# Punthorst
Punthorst est un hameau situé dans la commune néerlandaise de Staphorst, dans la province d'Overijssel. Le 1er janvier 2008, Punthorst comptait 1 000 habitants.